# Arum × sooi
Arum × sooi, hibridna vrsta iz Mađarske i Španjolske. Pripada rodu kozlaca, porodica kozlačevki. To je gomoljasti geofit formule A. cylindraceum × A. maculatum. Čitava biljka je otrovna
U Mađarskoj raste divlje.